# Pokal evropskih prvakov 1992/93 (hokej na ledu)
Pokal evropskih prvakov 1992/93 je osemindvajseta sezona hokejskega pokala, ki je potekal med 9. oktobrom in 30. decembrom 1993. Naslov evropskega pokalnega zmagovalca je osvojil klub Malmö IF, ki je v finalu premagal Dinamo Moskva.

## Tekme

### Prvi krog

#### Skupina A
(Sofija, Bolgarija)
| 1. klub               | Rezultat | 2. klub         |
| --------------------- | -------- | --------------- |
| Levski-Spartak Sofija | 2:7      | Ferencvárosi TC |
| HK Sāga Ķekava        | 4:1      | Ferencvárosi TC |
| Levski-Spartak Sofija | 1:5      | HK Sāga Ķekava  |

##### Lestvica
| Poz | Klub                  | Točke |
| 1   | HK Sāga Ķekava        | 4     |
| 2   | Ferencvárosi TC       | 2     |
| 3   | Levski-Spartak Sofija | 0     |

#### Skupina B
(Piešťany, Češkoslovaška)
| 1. klub            | Rezultat | 2. klub            |
| ------------------ | -------- | ------------------ |
| HC Dukla Trenčín   | 13:1     | KHL Zagreb         |
| HK Acroni Jesenice | 7:5      | KHL Zagreb         |
| HC Dukla Trenčín   | 10:4     | HK Acroni Jesenice |

##### Lestvica
| Poz | Klub               | Točke |
| 1   | HC Dukla Trenčín   | 4     |
| 2   | HK Acroni Jesenice | 2     |
| 3   | KHL Zagreb         | 0     |

#### Skupina C
(Herning, Danska)
| 1. klub          | Rezultat | 2. klub          |
| ---------------- | -------- | ---------------- |
| Herning IK       | 0:9      | Narva Kreenholm  |
| Jokerit Helsinki | 3:2      | Narva Kreenholm  |
| Herning IK       | 1:9      | Jokerit Helsinki |

##### Lestvica
| Poz | Klub             | Točke |
| 1   | Jokerit Helsinki | 4     |
| 2   | Narva Kreenholm  | 2     |
| 3   | Herning IK       | 0     |

#### Skupina D
(Beljak, Avstrija)
| 1. klub                 | Rezultat | 2. klub                 |
| ----------------------- | -------- | ----------------------- |
| EC Villacher            | 5:1      | Meetpoint Estere Geleen |
| Meetpoint Estere Geleen | 2:1      | Dinamo Minsk            |
| EC Villacher            | 5:3      | Dinamo Minsk            |

##### Lestvica
| Poz | Klub                    | Točke |
| 1   | EC Villacher            | 4     |
| 2   | Meetpoint Estere Geleen | 2     |
| 3   | Dinamo Minsk            | 0     |

#### Skupina E
(Blackburn, Združeno kraljestvo)
| 1. klub             | Rezultat | 2. klub             |
| ------------------- | -------- | ------------------- |
| Vålerenga IF        | 5:4      | HC Steaua Bucureşti |
| Durham Wasps        | 9:2      | CHH Txuri Urdin     |
| Vålerenga IF        | 11:1     | CHH Txuri Urdin     |
| Durham Wasps        | 3:6      | HC Steaua Bucureşti |
| HC Steaua Bucureşti | 10:1     | CHH Txuri Urdin     |
| Durham Wasps        | 2:6      | Vålerenga IF        |

##### Lestvica
| Poz | Klub                | Točke |
| 1   | Vålerenga IF        | 6     |
| 2   | HC Steaua Bucureşti | 4     |
| 3   | Durham Wasps        | 2     |
| 4   | CHH Txuri Urdin     | 0     |

#### Skupina F
(Oświęcim, Poljska)
| 1. klub          | Rezultat | 2. klub     |
| ---------------- | -------- | ----------- |
| KS Unia Oświęcim | 16:1     | SC Energija |
| Sokil Kyiv       | 16:3     | SC Energija |
| KS Unia Oświęcim | 3:2      | Sokil Kyiv  |

##### Lestvica
| Poz | Klub             | Točke |
| 1   | KS Unia Oświęcim | 4     |
| 2   | Sokil Kyiv       | 2     |
| 3   | SC Energija      | 0     |

### Drugi del

#### Skupina G
(Rouen, Francija)
| 1. klub          | Rezultat | 2. klub          |
| ---------------- | -------- | ---------------- |
| Rouen HC         | 13:0     | HK Sāga Ķekava   |
| Malmö IF         | 6:5      | KS Unia Oświęcim |
| Malmö IF         | 18:0     | HK Sāga Ķekava   |
| Rouen HC         | 8:1      | KS Unia Oświęcim |
| Rouen HC         | 4:3      | Malmö IF         |
| KS Unia Oświęcim | 11:1     | HK Sāga Ķekava   |

##### Lestvica
| Poz | Klub             | Točke |
| 1   | Rouen HC         | 6     |
| 2   | Malmö IF         | 4     |
| 3   | KS Unia Oświęcim | 2     |
| 4   | HK Sāga Ķekava   | 0     |

#### Skupina H
(Milano, Italija)
| 1. klub                | Rezultat | 2. klub          |
| ---------------------- | -------- | ---------------- |
| Düsseldorfer EG        | 5:1      | HC Dukla Trenčín |
| Lion Mediolanum Milano | 7:3      | Vålerenga IF     |
| Düsseldorfer EG        | 3:3      | Vålerenga IF     |
| Lion Mediolanum Milano | 4:1      | HC Dukla Trenčín |
| Lion Mediolanum Milano | 6:2      | Düsseldorfer EG  |
| HC Dukla Trenčín       | 6:2      | Vålerenga IF     |

##### Lestvica
| Poz | Klub                   | Točke |
| 1   | Lion Mediolanum Milano | 6     |
| 2   | Düsseldorfer EG        | 3     |
| 3   | HC Dukla Trenčín       | 2     |
| 4   | Vålerenga IF           | 1     |

#### Skupina J
(Helsinki, Finska)
| 1. klub          | Rezultat | 2. klub       |
| ---------------- | -------- | ------------- |
| Dinamo Moskva    | 3:1      | SC Bern       |
| Jokerit Helsinki | 6:3      | EC Villacher  |
| Jokerit Helsinki | 0:1      | SC Bern       |
| Dinamo Moskva    | 2:1      | EC Villacher  |
| Jokerit Helsinki | 4:7      | Dinamo Moskva |
| SC Bern          | 2:1      | EC Villacher  |

##### Lestvica
| Poz | Klub             | Točke |
| 1   | Dinamo Moskva    | 6     |
| 2   | SC Bern          | 4     |
| 3   | Jokerit Helsinki | 2     |
| 4   | EC Villacher     | 0     |

### Finalni del
(Düsseldorf, Nemčija)

#### Tretji krog

##### Skupina 1
| 1. klub                | Rezultat | 2. klub                |
| ---------------------- | -------- | ---------------------- |
| Malmö IF               | 5:0      | KS Unia Oświęcim       |
| Lion Mediolanum Milano | 4:3      | SC Bern                |
| KS Unia Oświęcim       | 2:1      | SC Bern                |
| Malmö IF               | 3:2      | Lion Mediolanum Milano |
| Lion Mediolanum Milano | 8:3      | KS Unia Oświęcim       |
| Malmö IF               | 5:1      | SC Bern                |

###### Lestvica
| Poz | Klub                   | Točke |
| 1   | Malmö IF               | 6     |
| 2   | Lion Mediolanum Milano | 4     |
| 3   | KS Unia Oświęcim       | 2     |
| 4   | SC Bern                | 0     |

##### Skupina 2
| 1. klub          | Rezultat | 2. klub          |
| ---------------- | -------- | ---------------- |
| Düsseldorfer EG  | 8:2      | Rouen HC         |
| Dinamo Moskva    | 6:0      | Jokerit Helsinki |
| Düsseldorfer EG  | 0:3      | Jokerit Helsinki |
| Dinamo Moskva    | 5:0      | Rouen HC         |
| Düsseldorfer EG  | 1:3      | Dinamo Moskva    |
| Jokerit Helsinki | 4:2      | Rouen HC         |

###### Lestvica
| Poz | Klub             | Točke |
| 1   | Dinamo Moskva    | 6     |
| 2   | Jokerit Helsinki | 4     |
| 3   | Düsseldorfer EG  | 2     |
| 4   | Rouen HC         | 0     |

#### Za tretje mesto
| 1. klub          | Rezultat | 2. klub                |
| ---------------- | -------- | ---------------------- |
| Jokerit Helsinki | 4:2      | Lion Mediolanum Milano |

#### Finale
| 1. klub  | Rezultat     | 2. klub       |
| -------- | ------------ | ------------- |
| Malmö IF | 3:3 (1:0 KS) | Dinamo Moskva |